# La Belle Vie (téléfilm, 1979)
Cet article concerne le téléfilm de Lazare Iglésis. Pour le téléfilm de Virginie Wagon, voir La Belle Vie.
Pour les articles homonymes, voir La Belle Vie.
Pour plus de détails, voir Fiche technique et Distribution.
La Belle Vie est un téléfilm de Lazare Iglésis, sur un scénario et des dialogues originaux de Jean Anouilh, diffusé le 20 décembre 1979 sur Antenne 2.
La Belle Vie a été rediffusée sur Antenne 2 le 7 octobre 1987 en hommage à Jean Anouilh mort le 3 octobre précédent.

## Synopsis
À Munich en 1918 lors de la Révolution de novembre, les bolchévique prennent le pouvoir et les aristocrates ainsi que les notables sont arrêtés avant d'être envoyés devant des pelotons d'exécution. Dans une prison du peuple se trouve le comte de Valençay accompagné de sa femme, de sa fille Gertrud, de son gendre Ludwig, de son fils Hans et de leur tante, la baronne Mina. Tous sont plus ou moins affolés par le sort qui leur est réservé alors que le chef de famille affecte de conserver le détachement et le fatalisme qui siéent à son rang.
Lorsqu'arrive un officier qui doit les mener à l'échafaud, ils ont la surprise de reconnaître Albert, leur ancien maître d'hôtel qui les fait sortir du rang et les emmène avec lui. Ils se retrouvent dans ce qui s'avère être un étage de l'hôtel particulier d'une autre grande famille munichoise mais réagencé afin de laisser des espaces autour des différents lieux de vie délimités par des cordons tendues à l'instar d'un musée.
Grâce aux explications d'Albert, devenu un sbire du nouveau régime, Valençay comprend vite que le nouveau régime a décidé de conserver quelques “spécimens-de-la-bourgeoisie-décadente” afin d'édifier Le Peuple en lui donnant en spectacle in vivo les vices et les tares d'une famille d'aristocrates évidemment décadents.  Et point n'est besoin d'ailleurs de les pousser trop pour qu'ils se donnent en un spectacle hideux et tels qu'ils se montraient sans pudeur, naguère, à leurs domestiques.  Ils se plaisent même à surjouer dans la bassesse, arrivant à choquer Albert mais enthousiasmant le Commissaire du peuple et ses adjoints.
Mais ce jeu cruel et laid finit par lasser même ses protagonistes malgré les avantages qui leur sont petit à petit accordés comme des cigares, des alcools fins, de belles toilettes, etc. Chacun semble s'humaniser à tout le moins en surface.  Valençay et sa femme se “découvrent” l'un l'autre, Ludwig, le gendre prussien, cesse progressivement d'éructer des rodomontades en claquant les talons, et Hans, le fils dévoyé, découvre l'amour et la sagesse avec une petite putain qu'on leur a attribué comme femme de chambre.
Albert, qui au fond n'a fait tout cela que pour sauver ses anciens maîtres, s'attendrit et le rideau tombe sur un avenir qui ne peut être que meilleur, avec ou sans aristocrates, avec ou sans Commissaires du peuple.

## Fiche technique
- Production : SFP/A2, 1979
- Réalisation : Lazare Iglésis
- Musique originale : Vladimir Cosma
- Directeur de la photographie : Jean-Louis Picavet
- Cadreur : Jacques Dorieux assisté d'Alain Blaise
- Ingénieurs du son : René Magnol et Claude Bitton assistés de Philippe Schilovitz
- Costumes : Anne-Marie Marchand
- Décors : Gérard Dubois
- Maquillage : Nadine Gayet
- Coiffure : François Augier
- Accessoiriste : Bertrand Pineau
- Chef habilleuse : Christiane Pavie
- Chef électricien : Pierrot Levasseur
- Chef machiniste : Alain Leguern
- Chef monteur : Jean Le Berre assisté de Pierre Vu
- Mixage : Marcel Roger
- Bruitage : René Perrot
- Scripte : Colette Larivière
- Assistants réalisateurs : Bernard Lampert et Marlène Bertin
- Chargé de production : Roland Sabary
- Genre : Téléfilm dramatique
- Durée : 90 minutes (1h30)

### Distribution
- Jacques François : le comte de Valançay
- Hélène Perdrière : la comtesse de Valançay
- Madeleine Barbulée : la baronne Mina
- Maïa Simon : Gertrud, fille des Valançay
- Jean-Pierre Bouvier : Hans, fils des Valançay
- Alexandre Grecq : Ludwig, gendre des Valançay
- Jean Le Poulain : Albert, leur ancien maître d'hôtel
- Alain Mottet : le Commissaire du peuple
- Alain Nobis : le président du Comité central
- Françoise Dorner : la femme de chambre
- Dominique Bernard : le commissaire ouvrier
- Jacques Morel : un homme d'affaires
- Robert Le Béal : un homme d'affaires
- Xavier de St Phalle : le 2e soldat
- Jean-Jacques Durand : le 1er jeune soldat
- Catherine Ceylac : une jeune femme
- René Declas : un homme d'affaires
- Jacques Dichamp : le vieux délégué

### Analyse
On ne sait trop où poser La Belle Vie dans l'œuvre d'Anouilh. Pièce rose, pièce noire, hors-cadre ?…
C'est une pièce méchante sous des apparences presque aimables qui n'est pas sans rappeler — mais comme une épure — le terrifiant Pauvre Bitos ou le Dîner de têtes de 1956.  Toujours plaisamment, en homme bien élevé, Anouilh dépèce, démembre, déchire chaque protagoniste et les sentiments, même positifs, qu'il leur prête ont des relents de sanie.
Bien sûr il condamne sans appel ce bolchevisme grotesque qui n'est qu'un fascisme en d'autres termes mais sa vision de l'aristo-bourgeoisie est, elle, d'une cruauté condescendante qui glace le sang.  Quant à sa description des hommes d'affaires, elle est si méchamment exacte que l'on reste sans voix ! Une fois de plus, avec Anouilh-le-juste la vérité du théâtre claque comme une lanière sur le dos de la société.  Qui s'en fout.